# Каррьер, Эрик
Эри́к Каррье́р (фр. Éric Carrière; род. 24 мая 1973, Фуа, Франция) — французский футболист, выступавший на позиции полузащитника. Является искусным плеймейкером, превосходно исполняющим штрафные и угловые удары, однако чаще выступает на позиции разрушителя.

## Биография

### Клубная карьера
Эрик начал карьеру в клубе «Auch», где выступал с 1981 по 1992 год. Летом 1992 года он подписал контракт с «Muret». Первую официальную встречу провёл в начале 1994 года в 3 французском дивизионе против клуба «Louhans-Cuiseaux». В то время он был замечен спортивным директором «Нанта», когда тот просматривал другого футболиста (Николя Раймонд).
Контракт с «Нантом» был подписан в июле 1995 года. После сезона, проведённого в резервном составе, Эрик присоединился к главной команде. С «Нантом» Карьер выиграл два Кубка Франции (1999, 2000), а также стал чемпионом страны (2001). В том же 2001 году он стал лучшим футболистом чемпионата Франции.
Спустя несколько дней после признания в безграничной любви к «Нанту», Эрик подписывает контракт с «Лионом». Данное действие вызвало огромный резонанс общественности.
В «Лионе», Эрик завоевал множество титулов. Однако после прихода молодого Майкла Эссьена, тренер Поль Ле Гуэн перестал доверять Эрику место в основном составе. В связи с этим, Карьер перебрался в «Ланс» в 2004 году.
В июне 2008 года, по окончании контракта с «Лансом», Эрик перешёл в клуб второго французского дивизиона — «Дижон». Контракт рассчитан на 2 года.

### Карьера в сборной
За сборную Франции Эрик дебютировал 30 мая 2001 года во встрече против Южной Кореи на Кубке конфедераций. Во второй своей встрече, против Мексики, он отметился дублем. Последнюю встречу за сборную Эрик провёл 20 ноября 2002 года против Югославии.